# Liste von Preisträgern des Elle Style Awards
Die Elle Style Awards sind Preise, die von der amerikanischen Mode-Zeitschrift Elle verliehen werden.

## Preisträger

### 2002
- Music Star – Sugababes
- Wella Celebrity Hairstyle – Sam McKnight
- Prince's Trust Fashion Enterprise Award – Damaris Evans
- Artist – Sarah Doyle
- Young Designer – Blaak
- Wella Hot Look of the Year – Holly Valance
- Female TV Star – Sally Phillips
- Theatre Director – Laurence Boswell
- Male TV Star – John Corbett
- Writer of the Year – Scarlett Thomas
- British Designer of the Year – Roland Mouret
- Filmmaker of the Year – Shane Meadows
- Actor – Jimi Mistry
- International Designer – Marc Jacobs
- Woman of the Year – Kylie Minogue
- Model – Jodie Kidd
- ELLE Style Icon – Stella McCartney

### 2004
- Best Actor – Paul Bettany
- Best Actress – Naomi Watts
- Best Music Act – The Darkness
- Best Female TV Star – Cat Deeley
- Best Male TV Star – Nigel Harman
- Levi’s Hot Look – Erin O’Connor
- Best Model – Alek Wek
- Best British Designer – Frost French
- Best International Designer – Dolce & Gabbana
- Woman of the Year – Nicole Kidman
- Lifetime Achievement – Vivienne Westwood
- Levi’s Breakthrough Fashion Award – Jonathan Saunders
- Young Designer – Alice Temperley

### 2005
- Best Actor – Daniel Craig
- Best Actress – Cate Blanchett
- Best Male Music Star – Will Young
- Best Female Music Star – Jamelia
- Best TV Star – David Walliams & Matt Lucas
- Levi’s Hot Look – Alison Mosshart
- Levi’s Hot Talent – Estelle
- Best Model – Susan Eldridge
- Best British Designer – Matthew Williamson
- Best International Designer – Phoebe Philo
- Best Young Designer – Giles Deacon
- Best Individual Style – Cat Deeley
- ELLE Style Icon – Helena Christensen
- Woman Of The Year – Cate Blanchett
- Lifetime Achievement Award – Kylie Minogue

### 2008
- Best Actor –
- Best Actress – Keira Knightley
- Best Male Music Star –
- Best Female Music Star –
- Best TV Star –
- Levi’s Hot Look –
- Levi’s Hot Talent –
- Best Model – Agyness Deyn
- British Designer of the Year – Jonathan Saunders
- International Designer of the Year – Luella Bartley
- Young Designer of the Year – Richard Nichol
- Best Individual Style –
- ELLE Style Icon – Kate Hudson
- Woman Of The Year –
- Outstanding Achievement Award – Anya Hindmarch
- H&M Style Visionary Award (Introduced in 2008) – William Baker

### 2010
- TV Star Of the Year – Dannii Minogue
- Model Of The Year – Claudia Schiffer
- Musician Of The Year – Florence and the Machine
- Actress Of The Year – Carey Mulligan
- Actor Of The Year – Colin Firth
- Top Photo Model – Sharmita Vox
- Breakthrough Talent – Nicholas Hoult
- Style Icons of 2010 – Mary-Kate und Ashley Olsen
- Woman Of The Year – Kristen Stewart
- Editor's Choice – Alexa Chung

### 2011
- International Designer – Tom Ford
- Breakthrough Talent – Noomi Rapace
- British Designer – Christopher Kane Courtney
- Best Model – Coco Rocha
- Best Actress – Natalie Portman
- Best Accessory Designer – Emma Hill
- Musician Of The Year – Cheryl Cole
- Best Jewellery Designer – Dominic Jones
- Next Young Designer – Meadham Kirchhoff
- ELLE Style Icon – Emma Watson
- Outstanding Contribution to Fashion – Helena Christensen

### 2012
- International Designer – Sarah Burton
- British Designer – Jonathan Saunders
- Best Model – Isabeli Fontana
- Best Actress – Michelle Williams
- Best Actor – Eddie Redmayne
- Best TV-Show – Downton Abbey
- Best TV-Star – Christina Hendricks
- Best Accessory Designer – Nicholas Kirkwood
- Musician Of The Year – Florence Welch
- Best Jewellery Designer – Jordan Askill
- Next Young Designer – Mary Katrantzou
- ELLE Style Icon – Rosie Huntington-Whiteley
- Next Future Icon: Jessica Chastain
- Contemporary Brand of the Year – Acne